# Søren Bundgaard
Søren Bundgaard, (født 4. marts 1956 i Glostrup) er en dansk singer-songwriter og musikproducent, som blandt andet er kendt for at udgøre den ene halvdel af popduoen Kirsten og Søren (også kendt som Hot Eyes)
Bundgaard voksede op i Svinninge udenfor Odsherred. Familien var musikalsk og han begyndte spille guitar, da han var seks år gammel. Nogle år senere begyndte han at spille piano og dannede bandet Trubadurix sammen med nogle skolekammarater. Blandt forbillederne var datidens stjerner som Cream, Jimi Hendrix og Gasolin. Bundgaard studerede på den matematisk-musiske linje på Kalundborg Gymnasium, hvorfra han tog studentereksamen i 1975. Trubadurix blev omdannet til en danseorkester under navnet Hokus Pokus og orkesteret besluttede sig for at få en sangerinde med. En annonce i den lokale avis og en audition resulterede i at Kirsten Siggaard blev en del af bandet.
Efter studentereksamen læste Bundgaard musikvidenskab på Københavns universitet. Han dannede fusionsbandet Panorama, som optrådte på nogle af Københavns ansete jazzscener, herunder Jazzhus Montmartre. Sammen med trommeslageren fra Hokus Pokus dannede Bundgaard indspilningsstudiet Bell Music i Svinninge. Dette resulterede i at fire singler med Hokus Pokus blev udgivet på pladeselskabet Starbox, samt at Bundgaard blev keyboardspiller i bandet Sir Henry and his Butlers. Det var her han blev inspireret til at komponere egne sange han debuterede herefter som komponist i Dansk Melodi Grand Prix i 1983 med sangen Og livet går, som fremførtes af Kirsten Siggaard. Året efter dannede han duoen Kirsten & Søren med Siggaard og stillede op til Dansk Melodi Grand Prix med sangen  Det lige det. De vandt og repræsenterede under navnet "Hot Eyes" herefter Danmark i Eurovision Song Contest (ESC), som blev afholdt i Luxembourg. De havnede her på en fjerdeplads med 101 point.

Deltagaelsen i Melodi Grand Prix blev startskuddet til en succesfuld  musikkarriere for duoen. De stillede op til Melodi Grand Prix i 1985 og vandt med Sku' du spørg' fra no'en, som havnede på en 11. plads med 41 point i ESC i Gøteborg. De stillede op ved Melodi Grand Prix i 1986 og 1987 med Sig det som det jer respektive Farvel og tak, men vandt dog ikke. Gevinsten kom i 1988 med sangen "Ka' du se hva' jeg sa'e" der sluttede på en tredjeplads med 92 point i ESC i Dublin. Efter turné under sommeren i 1989 blev duoen opløst. 
Bundgaard har siden 1985 drevet indspilningsstudiet SB Studio, der for tiden ejes af CMC Records, og har været producer for blandt andre Brødrene Olsen, Birthe Kjær, Kandis, The Lollipops, Red Squares og Torben Lendager.

## Diskografi
Med Hot Eyes
- Hot Eyes' (1984)
- Sku' Du Spørg' Fra No'en (1985)
- "3" (1986)
- Ka' Du Se Hvad Jeg Sa'? (1989)